# Scapania obscura
Scapania obscura là một loài rêu tản trong họ Scapaniaceae. Loài này được (Arnell & C.E.O. Jensen) Schiffner miêu tả khoa học lần đầu tiên năm 1908.